# Gremjatschinsk
Gremjatschinsk (russisch Гремячинск) ist eine Stadt in der Region Perm (Russland) mit 10.752 Einwohnern (Stand 14. Oktober 2010).

## Geografie
Die Stadt liegt an der Westflanke des Mittleren Urals etwa 175 km nordöstlich der Regionshauptstadt Perm an einem rechten Zufluss der Wilwa im Flusssystem der Kama.
Gremjatschinsk ist der Region administrativ direkt unterstellt. Der Stadt sind die Siedlungen städtischen Typs Schumichinski (1.680 Einwohner), Jubileiny (1.207 Einwohner) und Uswa (601 Einwohner) sowie 3 Dörfer mit zusammen 46 Einwohnern unterstellt, sodass die Gesamtbevölkerung der administrativen Einheit Stadt Gremjatschinsk 14.689 beträgt (Berechnung 2009).
Die Stadt liegt an der Eisenbahnstrecke Tschussowoi–Kisel–Solikamsk (Station Baskaja, 5 km westlich).

## Geschichte
Gremjatschinsk entstand 1941 als Bergarbeitersiedlung im Rahmen des Beginns der Erschließung einer Steinkohlenlagerstätte und erhielt 1949 Stadtrecht. Die Benennung erfolgte nach dem Flüsschen Bolschaja Gremjatschaja.

### Bevölkerungsentwicklung
| Jahr | Einwohner |
| ---- | --------- |
| 1959 | 38.014    |
| 1970 | 29.975    |
| 1979 | 21.578    |
| 1989 | 20.977    |
| 2002 | 13.237    |
| 2010 | 10.752    |

Anmerkung: Volkszählungsdaten

## Wirtschaft
Der vormals stadtbildbestimmende Steinkohlenbergbau kam in der Wirtschaftskrise der 1990er Jahre praktisch zum Erliegen, was auch die stark rückläufige Einwohnerzahl bedingte, und wurde 2005 ganz eingestellt. Heute dominieren Holzwirtschaft und Maschinenbau (ein kleines Werk für Fahrzeugausrüstungen).